# Gabrielle Culand
Gabrielle Culand est une scénariste, réalisatrice et documentariste française.

## Biographie
Gabrielle Culand grandit en Nouvelle-Calédonie, étudie le cinéma et fréquente le milieu de la techno. Elle travaille ensuite sur Arte pour l'émission Tracks, dont elle indique qu'elle regroupe des « profils chelous pas forcément formés au journalisme. Des gens qui avaient un pied dans ces cultures-là mais formés à autre chose ».

## Filmographie
- 2008 : Deux roues, mon indépendance[2].
- 2012 : Vagant[3],[4].
- 2016 : Paris Is Voguing[5],[6].
- 2016 : Mobile[7],[8]
- 2018 : Travelers[9].
- 2022 : Candy Love et Toto Black[10],[11].
- 2022 : Sacrifice paysan[12],[13],[14],[15]